# Switch-kampagnen
Switch-kampagnen var en reklamekampagne, som Apple lancerede den 10. juni 2002. Kampagnen viste en række "virkelige personer", som havde skiftet fra Microsoft Windows til Mac. En international reklamekampagne med tv- og trykte reklamer førte folk til en website, hvor forskellige myter om Mac-platformen blev behandlet. Tv-reklamerne blev instrueret af Errol Morris.
Ellen Feiss, som var én af de deltagende, blev på rekordtid kendt på internettet og i Mac-kredse på grund af kampagnen. (Feiss var venner med Errol Morris' søn Hamilton, som også medvirkede i en reklame. )
Lokaliserede versioner af reklamerne blev brugt i Island og Japan, mens nogle reklamer viste berømtheder som Tony Hawk, DJ Q-Bert, Yo-Yo Ma, Kelly Slater, Will Ferrell og medlemmerne af De La Soul.

## Kampagnen
Switch-kampagnen var iøjnefaldende, men ikke særligt effektiv, og blev gradvist standset i 2003. I 2006 genoptog Apple konceptet med at sammenligne Mac med pc'en i Get a Mac-kampagnen.
Baggrundsmusikken til kampagnen var "Spit" af John Murphy.